# بدینگ
بَـدینگ (فنلاندی: Badding) یک فیلم زندگی‌نامه‌ای فنلاندی است به کارگردانی مارکو پلنن است که در سال ۲۰۰۰ منتشر شد. از بازیگران این فیلم می‌توان به یانه رینیکاینن، کارلینا بلک‌برن، ایلکا کویوولا و پتر فرانتسن اشاره کرد.
این فیلم دربارهٔ زندگی خوانندهٔ راک فنلاندی رائولی بدینگ سومریوکی است.